# 武政藤太郎
武政 藤太郎（たけまさ とうたろう、1857年10月12日（安政4年8月25日） - 没年不明）は、日本の政治家、銀行家。埼玉県大里郡榛沢村長。深谷銀行取締役。族籍は埼玉県平民。

## 経歴
埼玉県大里郡榛沢村（のち岡部町、現・深谷市）出身。兵助の嫡男。寺子屋に学び、私塾等にて漢学を研修する。農業を営む。戸長連合村副戸長を歴任する。
榛沢村助役に推され、10数年に亘り勤続して村長を補佐する。1894年4月に榛沢村長に就任し、1902年10月に退職する。榛沢村会議員を4期つとめる。

## 人物
村政の元老で、多年自治開発に努力精進して名望が高かった。

## 家族
武政家
武政家は旧幕時代、組頭をつとめた。
- 父・兵助 - 篤農の士として知られ、公共にも志が篤く村内の顔役であった[1]。
- 妻・かね子[1]
- 嗣子・薫[1]